# Kind (Familienname)
Kind ist ein deutscher Beiname und Familienname.

## Namensträger

### Beiname
- Johann das Kind (1329–1340), Herzog von Niederbayern, siehe Johann I. (Bayern)
- Karl das Kind (um 849–866), Sohn von Karl II.
- Konrad II. (Bayern), Konrad das Kind
- Ludwig das Kind (893–911), Sohn von Arnolf von Kärnten
- Otto I. (Braunschweig), Otto das Kind

### Familienname
- Adolfo Kind (1848–1907), Schweizer Chemieingenieur und Skifahrer
- Antje Kind-Hasenclever (1909–1985), deutsche Widerstandskämpferin gegen den Nationalsozialismus
- August Kind (1824–1904), deutscher Architekt und Baubeamter
- August Kind (Theologe) (1854–1915), deutscher Theologe
- Carl Gotthelf Kind (1801–1873), deutscher Bergbautechniker
- Claus-Joachim Kind (* 1953), deutscher Prähistoriker
- Christian Kind (Journalist) (1927–2012), Schweizer Journalist
- Christian Kind (Politiker) († 2020), deutscher Politiker (SPD), Bezirksbürgermeister von Berlin-Lichtenberg
- Christian Immanuel Kind (1818–1884), Schweizer Pfarrer und Historiker
- Dani Kind (* 1980), kanadische Schauspielerin
- Dieter Kind (1929–2018), deutscher Elektroingenieur
- Franz Kind (Politiker, 1897) (1897–1959), liechtensteinischer Politiker (FBP)
- Franz Josef Kind (Politiker) (1821–1890), liechtensteinischer Politiker
- Franz Josef Kind (Geistlicher) (1850–1911), liechtensteinischer Priester
- Friedrich Kind (Politiker) (1928–2000), deutscher Politiker (DDR-CDU)
- Friedbert Kind-Barkauskas (* 1940), deutscher Architekt und Sachbuchautor
- Gabriele Kind (* 1946), deutsche Politikerin (SPD)
- Georg Kind (1897–1945), deutscher Bildhauer und Zeichner
- Helmut Kind (1920–2015), deutscher Buchwissenschaftler und Bibliothekar
- Hermann Kind (1858–1927), deutscher Politiker, MdL Hessen-Nassau
- Johann Adam Gottlieb Kind (1747–1826), deutscher Rechtswissenschaftler, Richter und Hochschullehrer
- Johann Friedrich Kind (1768–1843), deutscher Schriftsteller
- Karl Christoph Kind (1769–1813), deutscher Jurist
- Karl Friedrich Kind (1825–1884), deutscher Arzt und Sonderpädagoge
- Ludwig Gotthilf Kind (1830–1913), Schweizer Pfarrer
- Martin Kind (* 1944), deutscher Unternehmer und Sportfunktionär
- Michael Kind (* 1953), deutscher Schauspieler
- Natalja Wladimirowna Kind, (1917–1992), russische Geologin
- Otto Kind (1868–1949), deutscher Politiker (DNVP)
- Paolo Kind (1880–1952), italienischer Skispringer
- Paul Kind (Architekt) (1881–1945), deutscher Architekt
- Paul Kind (Radsportler) (* 1950), liechtensteinischer Radsportler
- Paul Gottlob Kind (1822–1893), Schweizer reformierter Pfarrer
- Paul Hieronymus Kind (1847–1922), Schweizer reformierter Pfarrer
- Paul Theodor Kind (1861–1898), Schweizer reformierter Pfarrer
- Paulus Kind der Ältere (1734–1802), Schweizer reformierter Pfarrer
- Paulus Kind der Jüngere (1783–1875), Schweizer reformierter Pfarrer
- Rainer Kind (* 1943), deutscher Geophysiker
- Richard Kind (* 1956), US-amerikanischer Schauspieler und Synchronsprecher
- Ron Kind (* 1963), US-amerikanischer Politiker
- Roslyn Kind (* 1951), US-amerikanische Sängerin und Schauspielerin
- Steffen Kind (* 1952), deutscher Bauingenieur und Hochschullehrer
- Theodor Kind (1799–1868), deutscher Neogräzist und Jurist
- Thomas Kind (* 1966), deutscher Politiker (Die Linke)
- Tommy Kind (* 1992), deutscher Fußballspieler